# Barny Weasley
Barny Weasley er en fiktiv person i J.K. Rowlings Harry Potter-roman.
Barny Weasley optræder første gang i Harry Potter og Dødsregalierne til Bill og Fleurs bryllup.
Barny Weasley er i virkeligheden Harry Potter i forklædning, i bøgerne siger Harry at det er en rødhåret Muggler-dreng han har taget form af.